# 卵子发生
卵子发生（英語：Oogenesis、ovogenesis或oögenesis）是一個從卵原細胞經過有絲分裂、減數分裂、並在受精卵中形成卵細胞的過程。

## 哺乳類動物的卵子发生
哺乳類動物的卵子发生始於生殖皮膜，他可以提供濾泡的發育需求。卵子发生包含了三個過程：卵母細胞生成（oocytogenesis）、卵細胞生成（ootidogenesis）及卵細胞熟成，最後形成了成熟的卵細胞。濾泡生成則是另外一個過程，伴隨並支持上述三個發育過程。卵母細胞的減數分裂與其他動物細胞的細胞分裂不同。一般細胞的細胞分裂不需要透過中心體協調紡錘體。
| 細胞種類     | 染色體倍性/染色體 | 染色單體 | 路徑                                | 完成時間                             |
| ------------ | ----------------- | -------- | ----------------------------------- | ------------------------------------ |
| 卵原細胞     | 雙倍體/46（2N）   | 2C       | 卵母細胞生成（有絲分裂）            | 妊娠末三个月                         |
| 初級卵母細胞 | 雙倍體/46（2N）   | 4C       | 卵細胞生成（減數分裂I）（濾泡生成） | 可以休止在第一次減數分裂前期長達50年 |
| 次級卵母細胞 | 單倍體/23（1N）   | 2C       | 卵細胞生成（減數分裂II）            | 停止於第二次減數分裂中期直到受精     |
| 未成熟卵細胞 | 單倍體/23（1N）   | 1C       | 卵細胞生成（減數分裂II）            | 受精後數分鐘                         |
| 卵細胞       | 單倍體/23（1N）   | 1C       |                                     |                                      |

### 卵原細胞的產生
傳統上，卵原細胞（Oogonia）的產生並不屬於卵子发生的一部份，而是屬於配子生成的共同路徑。
在人類女性體內，配子發生包含了濾泡生成、卵母細胞生成以及卵細胞生成。

## 人類的卵子发生

### 卵母細胞生成
從原始濾泡慢慢轉變為卵母細胞的過程，稱做為卵母細胞生成（Oocytogenesis）。通常卵母細胞生成的功能在出生前後會發育完成。

#### 初級卵母細胞的數量
一般認為，相較於男性的精子生成過程是連續性的，當完成一段卵子发生過程後，不會存有任何的初級卵母細胞。換句話說，初級卵母細胞在孕期20周時達到最大的數量，約有七百萬個初級卵母細胞生成，然而，在出生時，這個數量會降低到大約一百萬至兩百萬。
然而，近年來，有兩個報告發表指出在出生的時候仍有有限數量的卵母細胞存在。出生後的老鼠其生殖系列幹細胞（來自於骨髓及週邊血液）會進行卵巢濾泡細胞的新生。但針對人類女性的生命進行DNA時鐘的測量並沒有發現進行中的卵子发生。因此，我們需要更多的實驗去確認濾泡形成的進程。

### 卵細胞生成
卵細胞生成（ootidogenesis）包括了從初級卵母細胞發育形成未成熟卵細胞（ootid）的過程，透過減數分裂來完成。事實上，在生物學的定義上，一個初級卵母細胞的主要功能是進行減數分裂。
然而，儘管這個過程在出生前就完成了，他會停止在第一次減數分裂的前期（Prophase I）。在妊娠晚期，所有的卵母細胞（也包括初級卵母細胞）會停留在這個時期，稱為核網期（dictyate）。在初經之後，這些細胞會繼續發育，但只有極少數可以進入月經週期。

#### 第一次減數分裂
第一次減數分裂發生在胚胎時期，但會在第一次減數分裂前期就休止。老鼠的卵母細胞進入核網期之後會主動進行DNA的修復，但在核網期之前的細線期（leptotene）、偶線期（zygotene）及粗線期（pachytene）都偵測不到。在這些初級卵母細胞繼續進入月經週期時，會形成四分體同時發生聯會，使得染色體交換發生。在第一次減數分裂後，初級卵母細胞會發育為次級卵母細胞及第一個極體。

#### 第二次減數分裂
在第一次減數分裂完成後，單倍體的次級卵母細胞會很快的進入第二次減數分裂。然而，到了第二次減數分裂的中期（Metaphase II）會停止減數分裂，直到受精之後才繼續。當第二次減數分裂完成後，未成熟卵細胞（ootid）及其他的極體會生成。

#### 濾泡生成
濾泡生成（Folliculogenesis）會與卵細胞生成同時進行，濾泡會圍繞在未成熟卵細胞的周邊，從原始濾泡直至排卵前。

### 卵細胞的成熟
在第二次減數分裂結束後極體瓦解，只留下未成熟卵細胞，並且會慢慢熟成為卵細胞。
極體形成的目的是為了要移除多餘的單倍體使減數分裂能順利完成。

### 體外熟成
體外熟成（英語：In vitro maturation，簡稱IVM）是一個在體外使濾泡成熟的技術，可作為體外受精（IVF）的前導。在一些案例中，體外熟成並不需要給予卵巢過度的刺激。相反的，卵母細胞可以在體外受精之前於體外成熟。因此並不需要（或者僅需極少量的）注射促性腺激素至體內。然而，目前並沒有足夠的證據去證明此技術的有效性及安全性。

## 非哺乳類的卵子发生
有一些藻類及卵菌綱生物會在卵原細胞中製造卵子。在褐藻屬生物體內，卵子发生後會形成四個卵細胞，與「卵子发生後只會有一個存活」的觀念不同，是其中一種例外。
在植物裡，卵子发生會透過有絲分裂發生在雌性的配子體中。在苔蘚、蕨類及裸子植物中，卵細胞會在頸卵器中形成。在開花植物裡，雌配子體已經被縮減為一個存在於子房的八細胞胚囊的胚珠。卵子发生會在胚囊中進行，最終使得一個胚珠只有一個單一卵細胞。
與哺乳類不同的是，在蛔蟲體內，卵母細胞並不會開始減數分裂直到他碰到精子為止，減數分裂會在動情週期中完成。